# 葉川空美
葉川 空美（はがわ そらみ、1982年2月25日 - ）は、日本の元女性タレント、グラビアアイドル。
東京都出身。最終所属はシャイニングウィル。趣味はショッピング、特技は初段の腕前である空手で和道流中学生の部全国大会優勝を果たした。また書道3段の段位も持っている。
日本テレビの「電波少年に毛が生えた 最後の聖戦」でぽっちゃりアイドルを目指す企画の『電波少年的 日本ポッチャリ党』に出演したことがある。
2005年から緑内障の治療の名目で休業し、そのまま芸能界を事実上引退した。

## 写真集
- 「coo!」(コンパス) 2002年2月発売
- 「ソラミング」（竹書房）2004年7月発売
- 葉川空美[DVD] 「山岸伸デジタル写真集 12」　2005年04月01日発売

## DVD
- 葉川空美 「cool」         （制作・発売ベガファクトリー/販売GOT）              発行2002年8月15日 50分　3800円（税抜）
- 葉川空美 「wonderland」   (制作オフィスクレッシェンド/発売・販売デジキューブ） 発行2002年11月15日  55分 3500円（税抜）
- 葉川空美 「夢はI・N・G☆」（販売イーネット・フロンティア/発売DESERT AIR） 発行2004年2月20日  60分 3990円（税込み）
- 葉川空美 「LOVEBODY」     (販売メディア・クライス/制作・発売バウハウス)      発行2004年7月28日  63分 3990円（税込み）
- 葉川空美 「EIGHT」        （発売・販売レイフル）                          発行2004年12月1日 80分 3990円（税込み）
- 葉川空美 「花鳥風月」      （イーネット・フロンティア/発売日本デジタルコミュニケーションズ株式会社）発行2005年7月28日  50分　3990円（税込み）
- Visual Box Vol.4 ブリーチ・ザ・アイドル（日本デジタルコミュニケーションズ）